# Pakistanapseudes shiinoi
Pakistanapseudes shiinoi är en kräftdjursart som beskrevs av Mihai Bacescu 1978. Pakistanapseudes shiinoi ingår i släktet Pakistanapseudes och familjen Parapseudidae. Inga underarter finns listade i Catalogue of Life.